# Campeonato de Primera División 1906 (Argentina)
La Copa Campeonato 1906 fue el decimoquinto torneo de Primera División. Se desarrolló entre el 3 de junio y el 30 de agosto. 
El campeón Alumni Athletic Club, ganador del Grupo B, venció en la final del campeonato al ganador del Grupo A, el Lomas Athletic Club.

## Incorporaciones y relegamientos
| Pos  | Equipos incorporados |
| ---- | -------------------- |
| Prom | San Martín Athletic  |
| Prom | San Isidro           |
| Prom | Argentino de Quilmes |
| Prom | Belgrano Extra       |

| Equipos relegados en la temporada 1905 |
| -------------------------------------- |
| No hubo                                |

De esta manera, los participantes aumentaron a 11 equipos.

## Sistema de disputa
Por primera vez, el campeonato no se disputó bajo el sistema de todos contra todos, sino que se dividió en 2 zonas de 5 y 6 equipos, donde en cada una se enfrentaron bajo el sistema antes mencionado a 2 ruedas. El ganador de cada zona jugó la final para definir al campeón.

## Grupo A

### Tabla de posiciones final
| Pos | Equipo              | Pts | PJ | G | E | P | GF | GC | Dif |
| --- | ------------------- | --- | -- | - | - | - | -- | -- | --- |
| 1.º | Lomas Athletic      | 15  | 10 | 7 | 1 | 2 | 23 | 14 | 9   |
| 2.º | San Martín Athletic | 12  | 10 | 5 | 2 | 3 | 17 | 9  | 8   |
| 3.º | Estudiantes (BA)    | 12  | 10 | 6 | 0 | 4 | 22 | 19 | 3   |
| 4.º | San Isidro          | 10  | 10 | 5 | 0 | 5 | 23 | 22 | 1   |
| 5.º | Reformer            | 8   | 10 | 4 | 0 | 6 | 30 | 22 | 8   |
| 6.º | Barracas Athletic   | 1   | 10 | 1 | 1 | 8 | 8  | 37 | -29 |

## Grupo B

### Tabla de posiciones final
| Pos | Equipo               | Pts | PJ | G | E | P | GF | GC | Dif |
| --- | -------------------- | --- | -- | - | - | - | -- | -- | --- |
| 1.º | Alumni               | 14  | 8  | 7 | 0 | 1 | 28 | 6  | 22  |
| 2.º | Quilmes              | 12  | 8  | 6 | 0 | 2 | 26 | 13 | 13  |
| 3.º | Belgrano Athletic    | 10  | 8  | 5 | 0 | 3 | 23 | 15 | 8   |
| 4.º | Argentino de Quilmes | 2   | 8  | 1 | 0 | 7 | 5  | 19 | -14 |
| 5.º | Belgrano Extra       | 2   | 8  | 1 | 0 | 7 | 9  | 38 | -29 |

## Final
| Final           | Final     | Final           | Final                | Final        | Final |
| Ganador Grupo A | Resultado | Ganador Grupo B | Estadio              | Fecha        |       |
| --------------- | --------- | --------------- | -------------------- | ------------ | ----- |
| Lomas Athletic  | 0 - 4     | Alumni          | Hipódromo de Palermo | 7 de octubre |       |